# Marcin Przydacz
Marcin Paweł Przydacz (ur. 26 czerwca 1985 w Wieluniu) – polski prawnik, urzędnik państwowy i polityk, adwokat, w latach 2019–2023 podsekretarz stanu w Ministerstwie Spraw Zagranicznych, w 2023 i od 2025 sekretarz stanu w Kancelarii Prezydenta RP i szef Biura Polityki Międzynarodowej, poseł na Sejm X kadencji (2023–2025).

## Życiorys
Ukończył studia prawnicze na Wydziale Prawa i Administracji Uniwersytetu Jagiellońskiego. Studiował także stosunki międzynarodowe i filozofię na tej samej uczelni; w ramach stypendiów kształcił się na Uniwersytecie Rzymskim „La Sapienza”, Uniwersytecie w Mesynie, Università per stranieri di Siena oraz Akademii Kijowsko-Mohylańskiej w Kijowie. Został też absolwentem Szkoły Prawa Włoskiego i Europejskiego na Uniwersytecie Warszawskim. Ukończył aplikację adwokacką w Krakowie, w 2015 zdał egzamin adwokacki.
W latach 2010–2014 współpracował z Klubem Jagiellońskim jako analityk specjalizujący się w sprawach relacji międzynarodowych. Działał także w Centrum Analiz Fundacji Republikańskiej. Przez kilka lat wykładał na Uniwersytecie Papieskim Jana Pawła II w Krakowie. W latach 2013–2015 był prezes zarządu think tanku Fundacja Dyplomacja i Polityka. W 2015 został zatrudniony w Kancelarii Prezydenta RP Andrzeja Dudy. Objął stanowisko zastępcy dyrektora Biura Spraw Zagranicznych, które zajmował do 2019. 19 marca 2019 został podsekretarzem stanu w Ministerstwie Spraw Zagranicznych, powierzono mu sprawy bezpieczeństwa, polityki amerykańskiej, azjatyckiej oraz wschodniej. W styczniu 2023 powołany na stanowisko szefa Biura Polityki Międzynarodowej Kancelarii Prezydenta RP i sekretarza stanu w KPRP, w związku z czym zakończył pełnienie funkcji w MSZ.
W wyborach parlamentarnych w 2023 kandydował z czwartego miejsca listy Prawa i Sprawiedliwości w okręgu sieradzkim; został wybrany na posła X kadencji, otrzymując 30 423 głosy. W związku z tym wyborem pod koniec października prezydent odwołał go z zajmowanych stanowisk w KPRP. W styczniu 2024 powołany w skład sejmowej komisji śledczej ds. wykorzystania oprogramowania Pegasus. W październiku tego samego roku wszedł w skład komitetu wykonawczego PiS.
7 sierpnia 2025 nowo zaprzysiężony prezydent RP Karol Nawrocki powołał go na stanowiska sekretarza stanu w Kancelarii Prezydenta RP i szefa Biura Polityki Międzynarodowej; w konsekwencji wygasł jego mandat poselski.

## Odznaczenia
- Krzyż Kawalerski Orderu Odrodzenia Polski (2023)[8][13]
- Krzyż Komandorski Orderu Zasługi, Norwegia (2016)[14]
- Krzyż Komandorski Orderu „Za zasługi dla Litwy”, Litwa (2019)[15]
- Wielki Oficer Krzyża Uznania, Łotwa (2023)[16][17]
- Krzyż Wielki Komandorski Orderu „Za zasługi dla Litwy”, Litwa (2023)[18]